# Вихлянов, Виталий Александрович
Виталий Александрович Вихлянов (род. 14 апреля 1974, Павлодар, Казахская ССР, СССР) — советский и казахстанский футболист, игравший на позиции полузащитника, тренер.

## Биография
Воспитанник павлодарского футбола. Первый тренер — Макаров Валерий Иванович.
На уровне команд мастеров начал играть в 1991 году за «Экибастузец» из города Экибастуз Павлодарской области во второй союзной лиге, продолжил играть за эту команду в чемпионате Казахстана (с 1993 года команда стала называться «Батыр»). В высшей лиге, помимо выступления за экибастузский клуб в сезонах 1992—1997 и 1999 годов, играл также за павлодарский «Иртыш», «Елимай» (Семипалатинск), «Кайсар» (Кызылорда) и «Атырау». Становился чемпионом Казахстана («Елимай»-1998, «Иртыш»-1999), а также серебряным («Батыр»-1993) и бронзовым («Иртыш»-2000) призёром.
В 1995 году окончил Павлодарский государственный университет по специальности «тренер-преподаватель».
Закончив игровую карьеру в 31-летнем возрасте, стал работать детским тренером. В 2017—2019 годах — ассистент главного тренера в команде второй лиги «Иртыш М» (Павлодар). В 2020 году перешёл на работу главным тренером в клуб «Аксу» из одноимённого города Павлодарской области, в 2021 году находился в тренерском штабе, команда по итогам сезона 2020 года вышла в первую лигу, а через год — в премьер-лигу.
В конце 2021 года переехал в Барнаул, куда ранее перебрались дети (старший сын — врач-кардиолог, младший поступил в Барнаульскую духовную семинарию). Оформив российское гражданство, в июне 2022 года вошёл в тренерский штаб Олега Яковлева в барнаульском «Динамо», также тренировал молодёжную команду клуба. После завершения сезона 2023 года, в котором «Динамо» заняло 7-е место из 9 команд-участниц группы 4 дивизиона «Б» второй лиги, Яковлев ушёл в отставку, в январе 2024 года клуб назначил главным тренером Вихлянова.
Отец — Вихлянов Александр Николаевич — футболист (играл за павлодарский «Трактор»), тренер.